# Паучи
Баодзъ (на китайски: 包子), в България познато и като Паучи, е ястие от китайската кухня, състоящо се от варена питка и пълнеж – най-често месо. Присъства в менютата на редица китайски ресторанти, дюкянчета за бърза закуска и магазини.
Легенда гласи, че създател на паучитата е Джуг Лианг, живял по времето на Трицарствието. Генералът бил на поход в Южен Китай, когато заедно с войската стигнал до бушуваща река. Тогава един варварски лорд му казал, че трябва да жертва главите на петдесетима войници, за да може да бъде премината реката. Считан за олицетворение на древната китайска мъдрост, Джуг измислил ястия, направени от брашно, свинско и телешко, чиито форми наподобявали човешка глава, а след това ги хвърлил в реката. Оттам съществуващото ястие добива името „мантъ“ (глава от брашно), което е предшественик на паучито и за разлика от него обикновено не съдържа пълнеж.